# Obiekty sakralne w Starogardzie Gdańskim
Obiekty sakralne w Starogardzie Gdańskim – lista zawierająca kościoły i kaplice rzymskokatolickie znajdujące się w Starogardzie Gdańskim, a także obiekty sakralne innych wyznań.

## Świątynie
W Starogardzie Gdańskim jest łącznie 12 świątyń.

### Rzymskokatolickie
| Nazwa                                            | Ulica                        | Status     | Zdjęcie |
| ------------------------------------------------ | ---------------------------- | ---------- | ------- |
| Kaplica SS. Elżbietanek w domu opieki społecznej | gen. Józefa Hallera          | filialny   | –       |
| Jezusa Chrystusa Króla Wszechświata              | Skośna                       | parafialny |         |
| Św. Katarzyny Aleksandryjskiej                   | Tczewska                     | parafialny |         |
| Św. Mateusza                                     | gen. Józefa Hallera          | parafialny |         |
| Miłosierdzia Bożego                              | Lubichowska                  | parafialny |         |
| Najświętszego Serca Pana Jezusa                  | bpa Konstantyna Dominika     | parafialny |         |
| NMP Matki Kościoła                               | Bohaterów Getta              | parafialny |         |
| Aula św. Józefa                                  | Tczewska                     | filialny   |         |
| Kaplica Wniebowzięcia Najświętszej Maryi Panny   | ks. Franciszka Kalinowskiego | filialny   |         |
| Św. Wojciecha                                    | Pomorska                     | parafialny |         |

### Starokatolickie
| Nazwa                                                     | Ulica               | Zdjęcie |
| --------------------------------------------------------- | ------------------- | ------- |
| Matki Boskiej Nieustającej Pomocy w Starogardzie Gdańskim | Juranda ze Spychowa |         |

### Protestanckie
| Nazwa                    | Ulica               | Zdjęcie |
| ------------------------ | ------------------- | ------- |
| Kościół Zielonoświątkowy | Władysława Jagiełły |         |

### Świadkowie Jehowy
| Obiekt         | Zbory                                                                          | Adres          | Zdjęcie |
| -------------- | ------------------------------------------------------------------------------ | -------------- | ------- |
| Sala Królestwa | Starogard Gdański–Południe, Starogard Gdański–Północ, Starogard Gdański–Wschód | ul. Andersa 46 |         |

## Cmentarze
W Starogardzie Gdańskim znajduje się 7 cmentarzy:
| Obiekt                           | Ulica                                | Stan      | Zdjęcie |
| -------------------------------- | ------------------------------------ | --------- | ------- |
| Stary Cmentarz                   | II. Pułku Szwoleżerów Rokitniańskich | czynny    |         |
| Nowy Cmentarz                    | II. Pułku Szwoleżerów Rokitniańskich | czynny    |         |
| Cmentarz Komunalny na Łapiszewie | Skarszewska                          | czynny    |         |
| Cmentarz kocborowski             | ks. Franciszka Kalinowskiego         | czynny    |         |
| Cmentarz                         | Tczewska                             | nieczynny |         |
| Cmentarz ewangelicki             | Owidzka                              | nieczynny |         |
| Cmentarz żydowski                | Bohaterów Getta                      | nieczynny |         |